# Ослос
Ослос (њем. Osloß) општина је у њемачкој савезној држави Доња Саксонија. Једно је од 41 општинског средишта округа Гифхорн. Према процјени из 2010. у општини је живјело 1.959 становника. Посједује регионалну шифру (AGS) 3151020.

## Географски и демографски подаци
Ослос се налази у савезној држави Доња Саксонија у округу Гифхорн. Општина се налази на надморској висини од 52 метра. Површина општине износи 7,6 km². У самом мјесту је, према процјени из 2010. године, живјело 1.959 становника. Просјечна густина становништва износи 256 становника/km².